# Hệ thống khí hậu

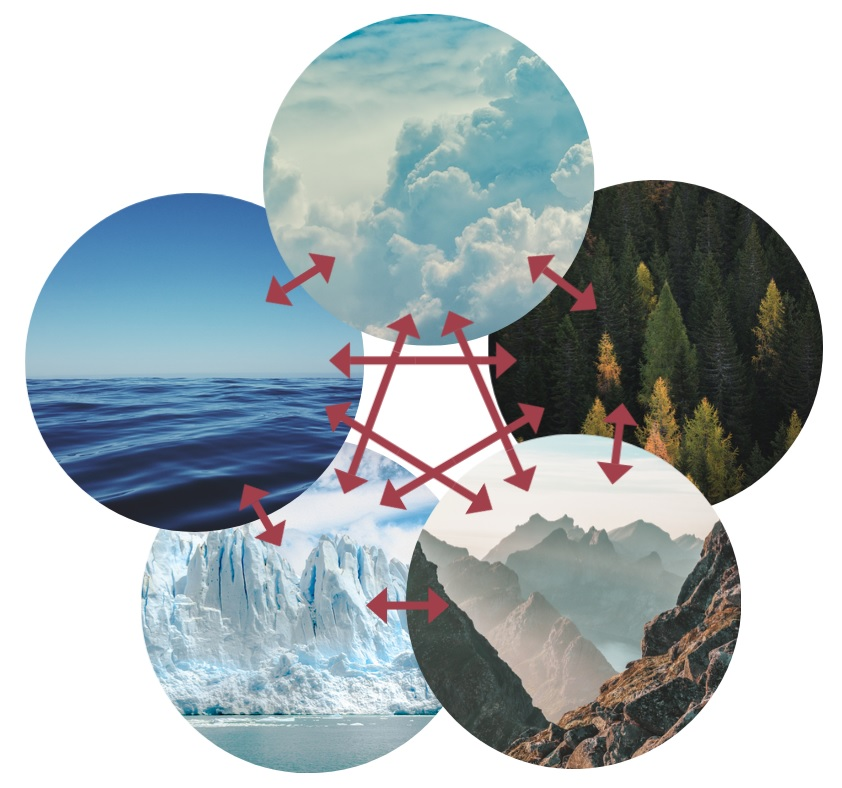
Năm thành phần của hệ thống khí hậu và các tương tác của chúng.

Khí hậu Trái Đất phát sinh từ sự tương tác của năm thành phần chính hệ thống khí hậu: khí quyển (không khí), thủy quyển (nước), băng quyển (băng và băng vĩnh cửu), thạch quyển (lớp đá trên của Trái Đất) và sinh quyển (sinh vật sống). Năng lượng, nước và các yếu tố hóa học khác nhau liên tục chảy giữa các thành phần khác nhau của hệ thống. Khí hậu là trung bình của thời tiết, thường trong khoảng thời gian 30 năm và được xác định bởi sự kết hợp của các quá trình trong hệ thống khí hậu.
Theo thời gian, mô hình của hệ thống khí hậu có thể thay đổi do biến đổi bên trong và cưỡng bức bên ngoài. Những sự cưỡng bức bên ngoài này có thể là tự nhiên, chẳng hạn như sự thay đổi cường độ mặt trời và các vụ phun trào núi lửa, hoặc do con người gây ra. Khí thải của bẫy nhiệt khí nhà kính từ các nguồn công nghiệp và sự tích lũy sau đó của chúng hiện đang gây ra nóng lên toàn cầu. Hoạt động của con người cũng giải phóng sự làm mát aerosol, nhưng hiệu quả ròng của chúng ít hơn nhiều so với khí nhà kính.

## Thành phần của hệ thống khí hậu
Bầu khí quyển bao trùm Trái Đất và trải dài hàng trăm km từ bề mặt. Nó bao gồm chủ yếu là nitơ trơ (78%), oxy (21%) và argon (1%). Các khí vi lượng trong khí quyển, hơi nước và carbon dioxide là các khí quan trọng nhất đối với hoạt động của hệ thống khí hậu, vì chúng là khí nhà kính cho phép ánh sáng nhìn thấy từ Mặt trời để thâm nhập vào bề mặt, nhưng chặn một số bức xạ hồng ngoại mà bề mặt Trái Đất phát ra để cân bằng bức xạ của Mặt trời. Điều này khiến nhiệt độ bề mặt tăng lên.Chu trình thủy văn là sự chuyển động của nước trong khí quyển. Chu trình thủy văn không chỉ xác định mô hình lượng mưa, mà còn có ảnh hưởng đến sự chuyển động của năng lượng trong toàn hệ thống khí hậu.
Đại dương bao phủ 71% bề mặt Trái Đất và có độ sâu trung bình gần như 4 kilômét (2,5 dặm). Nó có thể giữ nhiệt đáng kể hơn so với khí quyển. Đại dương có hàm lượng muối trung bình khoảng 3,5%, nhưng điều này thay đổi theo không gian. Nước biển có nhiều muối có mật độ cao hơn và sự khác biệt về mật độ đóng vai trò quan trọng trong tuần hoàn đại dương. Tuần hoàn đại dương được thúc đẩy hơn nữa bởi sự tương tác với gió. Thành phần muối cũng ảnh hưởng đến nhiệt độ điểm đóng băng. Chuyển động thẳng đứng có thể đưa nước lạnh hơn lên bề mặt trong một quy trình được gọi là nước trồi, làm mát không khí ở trên. Luân chuyển nhiệt muối vận chuyển nhiệt từ vùng nhiệt đới đến các vùng cực.
Băng quyển chứa tất cả các bộ phận của hệ thống khí hậu nơi nước là rắn. Điều này bao gồm băng biển, tảng băng, băng vĩnh cửu và tuyết phủ. Bởi vì có nhiều đất ở Bắc bán cầu so với Nam bán cầu, một phần lớn hơn của bán cầu đó được bao phủ trong tuyết. Cả hai bán cầu có cùng một lượng băng biển. Hầu hết nước đóng băng được chứa trong các tảng băng trên Greenland và Nam Cực, cao trung bình khoảng 2 kilômét (1,2 dặm). Những tảng băng này từ từ chảy về phía rìa của chúng.
Lớp vỏ Trái Đất, đặc biệt là núi và thung lũng, hình thành các kiểu gió toàn cầu: các dãy núi rộng lớn tạo thành một rào cản đối với gió và tác động ở đâu và mưa bao nhiêu. Vùng đất gần với đại dương mở có khí hậu ôn hòa hơn so với vùng đất xa hơn đại dương. Với mục đích mô hình hóa khí hậu, vùng đất thường được coi là tĩnh vì nó thay đổi rất chậm so với các yếu tố khác tạo nên hệ thống khí hậu.
Cuối cùng, sinh quyển cũng tương tác với phần còn lại của hệ thống khí hậu. Thảm thực vật thường tối hơn hoặc sáng hơn đất bên dưới, do đó, ít nhiều nhiệt của Mặt trời bị mắc kẹt trong các khu vực có thảm thực vật. Thảm thực vật rất tốt trong việc bẫy nước, sau đó được lấy đi bởi rễ của nó. Không có thảm thực vật, nước này sẽ chảy ra những con sông gần nhất hoặc những vùng nước khác. Nước được thực vật hấp thụ thay vì bay hơi, góp phần vào chu trình thủy văn. Lượng mưa và nhiệt độ ảnh hưởng đến sự phân bố của các vùng thực vật khác nhau.